# 西田明央
西田 明央（にしだ あきひさ、1992年4月28日 - ）は、京都府京都市伏見区出身の元プロ野球選手（捕手、内野手）。右投右打。

## 経歴

### アマチュア時代
小学1年生の時に京都の伏見桃山クラブで投手として野球を始める。京都の伏見中学校時代は京都ファイターズに所属、主に捕手でプレーした。
河上敬也監督に誘われ北照高校へ野球留学。1年春から長打力を期待され、捕手以外のポジション（二塁手、三塁手、外野手）で出場。2年秋の新チームから主将として捕手へ戻った。打っては3番打者として勝負強い打撃で、9試合9打点を記録し、北海道大会優勝に貢献。秋だけで14本塁打を量産。守ってはエース・又野知弥を好リードし、春夏連続甲子園出場を果たした。
2010年のドラフトで東京ヤクルトスワローズから3位指名を受ける。又野もヤクルトに4位指名され、北海道の同じ高校から2人指名されたのは史上初の快挙である。

### ヤクルト時代
2011年、2012年共に一軍未出場。
2013年、5月20日の東北楽天ゴールデンイーグルス戦で、一軍デビューを果たし、9月12日の広島東洋カープ戦で、プロ入り初のスタメンマスクを被った。またイースタン・リーグでは、同僚の荒木貴裕に次ぐリーグ2位の、打率.331を記録した。
2014年、9月24日の広島戦で、プロ入り初本塁打を含む3安打4打点を記録し、ルーキーで同じ北海道の高校出身の杉浦稔大のプロ初勝利をアシストするとともに、自身もスタメンマスク初勝利を飾った。なお、1学年上の杉浦とは、高校時代に練習試合で対戦したこともある。
2015年は、13試合に出場した。
2016年は、畠山和洋が左有鈎骨骨挫傷で戦線離脱したことや、中村悠平を正捕手として使用している事情から、一塁手として出場する機会もあったが、打力を買われてスタメン捕手として出場する機会が増えた。
2017年、打率.137と打力が低迷し前年より出場機会は大幅に減った。
2018年、プロ入り後最少となる4試合の出場に終わった。
2019年、主に代打や守備固めといった途中出場が多かったが、前年よりは多い47試合に出場した。
2020年、正捕手の中村や新加入の嶋基宏が相次いで故障したため開幕から先発出場する機会が増えた。8月15日の横浜DeNAベイスターズ戦（横浜スタジアム）で小川泰弘とバッテリーを組み、小川の史上82人目となるノーヒットノーランをアシストした。
2021年、3月30日の横浜DeNAベイスターズ戦では内角を抉る強気のリードを見せ、チームの勝利を導いた。これによって開幕から続いていた連敗を3で止めた。しかし翌日の31日、新型コロナウイルス陽性となり、感染拡大防止特例2021の対象選手として登録を抹消された。中村が正捕手として出場し自身は11試合出場に留まった。
2022年、中村が開幕から故障で出場できず2年間と同じ状況となったが自身も出場できず、5月に中村が復帰してもなお一軍復帰は遅れた。7月に新型コロナウイルス陽性判定を受けた主力選手が大量に離脱したことで一軍に緊急昇格し、同18日の対巨人戦(神宮球場)で同年初スタメンマスク、8回には同点に追いつく適時打を放つなど4打数2安打とした。しかし、中村の復帰後は出場機会を得ることができず、年俸は200万円ダウンの2000万円で契約を更改した。
2023年は8試合に出場。
2024年は開幕を一軍で迎えた。6月29日の対阪神タイガース戦（明治神宮野球場）で8回に代打出場し、島本浩也から同年初安打となる左前安打を記録し、2013年から12年連続安打を記録した。しかし、最終的に一軍では24試合の出場で打率.136、2打点に終わり、オフには球団から戦力外通告を受けた。12月28日、現役引退を発表した。

### 現役引退後
現役引退後の翌2025年2月に学生野球資格を取得し、3月1日付で母校・北照高校野球部のテクニカルアドバイザーに就任。

## 選手としての特徴・人物
遠投110mの強肩。二塁送球は1.8秒を記録する。高校通算34本塁打。打力を買われてファーストを守ることもある。
春の甲子園では開会式の選手宣誓の大役を務めている。平成時代に開催された春の甲子園において選手宣誓をした人物の中で、後にプロ入りを果たしたのは西田が唯一である。
2019年のシーズンオフに、一般女性と7月に結婚していたことを公表した。
ヤクルトのスカウトだった鳥原公二によると、ドラフト時の身長は173cmで当時の球団幹部は「身長が175cm以下の選手は獲らない」との方針だったが、どうしても西田が欲しかったためプロフィールを176cmと修正したと著書で述べている。しかし、2021年現在は身長が178cmとなっているがプロに入って伸びたのかは不明。

## 詳細情報

### 年度別打撃成績
| 年 度      | 球 団      | 試 合 | 打 席 | 打 数 | 得 点 | 安 打 | 二 塁 打 | 三 塁 打 | 本 塁 打 | 塁 打 | 打 点 | 盗 塁 | 盗 塁 死 | 犠 打 | 犠 飛 | 四 球 | 敬 遠 | 死 球 | 三 振 | 併 殺 打 | 打 率 | 出 塁 率 | 長 打 率 | O P S |
| ---------- | ---------- | ----- | ----- | ----- | ----- | ----- | -------- | -------- | -------- | ----- | ----- | ----- | -------- | ----- | ----- | ----- | ----- | ----- | ----- | -------- | ----- | -------- | -------- | ----- |
| 2013       | ヤクルト   | 5     | 8     | 8     | 1     | 1     | 0        | 0        | 0        | 1     | 0     | 0     | 0        | 0     | 0     | 0     | 0     | 0     | 1     | 0        | .125  | .125     | .125     | .250  |
| 2014       | ヤクルト   | 8     | 22    | 20    | 2     | 5     | 2        | 0        | 1        | 10    | 4     | 0     | 0        | 0     | 0     | 1     | 0     | 1     | 4     | 0        | .250  | .318     | .500     | .818  |
| 2015       | ヤクルト   | 13    | 40    | 34    | 1     | 5     | 1        | 0        | 1        | 9     | 2     | 0     | 0        | 3     | 0     | 3     | 0     | 0     | 11    | 1        | .147  | .216     | .265     | .481  |
| 2016       | ヤクルト   | 74    | 245   | 222   | 29    | 54    | 16       | 1        | 7        | 93    | 25    | 0     | 0        | 4     | 0     | 18    | 2     | 1     | 39    | 5        | .243  | .303     | .419     | .722  |
| 2017       | ヤクルト   | 37    | 86    | 73    | 4     | 10    | 3        | 0        | 1        | 16    | 7     | 1     | 0        | 0     | 1     | 11    | 0     | 1     | 20    | 2        | .137  | .256     | .219     | .475  |
| 2018       | ヤクルト   | 4     | 7     | 7     | 1     | 1     | 0        | 0        | 0        | 1     | 0     | 0     | 0        | 0     | 0     | 0     | 0     | 0     | 2     | 0        | .143  | .143     | .143     | .286  |
| 2019       | ヤクルト   | 47    | 62    | 54    | 2     | 11    | 5        | 0        | 0        | 16    | 4     | 0     | 0        | 0     | 0     | 8     | 1     | 0     | 16    | 1        | .204  | .306     | .296     | .603  |
| 2020       | ヤクルト   | 69    | 215   | 190   | 20    | 44    | 5        | 0        | 7        | 70    | 20    | 0     | 1        | 1     | 1     | 20    | 2     | 3     | 48    | 4        | .232  | .313     | .368     | .682  |
| 2021       | ヤクルト   | 11    | 19    | 18    | 1     | 2     | 0        | 0        | 0        | 2     | 0     | 0     | 0        | 0     | 0     | 1     | 0     | 0     | 4     | 0        | .111  | .158     | .111     | .269  |
| 2022       | ヤクルト   | 10    | 13    | 13    | 0     | 4     | 0        | 0        | 0        | 4     | 1     | 0     | 0        | 0     | 0     | 0     | 0     | 0     | 4     | 0        | .308  | .308     | .308     | .615  |
| 2023       | ヤクルト   | 8     | 8     | 8     | 1     | 1     | 0        | 0        | 0        | 1     | 0     | 0     | 0        | 0     | 0     | 0     | 0     | 0     | 3     | 0        | .125  | .125     | .125     | .250  |
| 2024       | ヤクルト   | 24    | 24    | 22    | 0     | 3     | 1        | 0        | 0        | 4     | 2     | 0     | 0        | 0     | 1     | 1     | 0     | 0     | 2     | 1        | .136  | .167     | .182     | .348  |
| 通算：12年 | 通算：12年 | 310   | 749   | 669   | 62    | 141   | 33       | 1        | 17       | 227   | 65    | 1     | 1        | 8     | 3     | 63    | 5     | 6     | 154   | 14       | .211  | .283     | .339     | .622  |

### 年度別守備成績
捕手守備
| 年 度 | 球 団    | 捕手  | 捕手  | 捕手  | 捕手  | 捕手  | 捕手     | 捕手  | 捕手     | 捕手     | 捕手     | 捕手     |
| 年 度 | 球 団    | 試 合 | 刺 殺 | 補 殺 | 失 策 | 併 殺 | 守 備 率 | 捕 逸 | 企 図 数 | 許 盗 塁 | 盗 塁 刺 | 阻 止 率 |
| ----- | -------- | ----- | ----- | ----- | ----- | ----- | -------- | ----- | -------- | -------- | -------- | -------- |
| 2013  | ヤクルト | 5     | 12    | 0     | 1     | 0     | .923     | 0     | 2        | 2        | 0        | .000     |
| 2014  | ヤクルト | 6     | 48    | 5     | 0     | 1     | 1.000    | 0     | 3        | 1        | 2        | .667     |
| 2015  | ヤクルト | 11    | 80    | 12    | 0     | 3     | 1.000    | 1     | 15       | 10       | 5        | .333     |
| 2016  | ヤクルト | 56    | 269   | 31    | 4     | 4     | .987     | 2     | 43       | 29       | 14       | .326     |
| 2017  | ヤクルト | 24    | 127   | 10    | 3     | 0     | .979     | 1     | 14       | 10       | 4        | .286     |
| 2018  | ヤクルト | 2     | 2     | 0     | 0     | 0     | 1.000    | 0     | 0        | 0        | 0        | ----     |
| 2019  | ヤクルト | 15    | 51    | 9     | 1     | 1     | .984     | 1     | 2        | 2        | 0        | .000     |
| 2020  | ヤクルト | 62    | 381   | 46    | 1     | 4     | .998     | 1     | 47       | 34       | 13       | .277     |
| 2021  | ヤクルト | 2     | 6     | 0     | 0     | 0     | 1.000    | 0     | 0        | 0        | 0        | ----     |
| 2022  | ヤクルト | 1     | 6     | 0     | 0     | 0     | 1.000    | 0     | 2        | 2        | 0        | .000     |
| 2023  | ヤクルト | 1     | 3     | 0     | 0     | 0     | 1.000    | 0     | 2        | 2        | 0        | .000     |
| 2024  | ヤクルト | 12    | 28    | 4     | 0     | 0     | 1.000    | 0     | 2        | 2        | 0        | .000     |
| 通算  | 通算     | 197   | 1013  | 117   | 10    | 13    | .991     | 6     | 132      | 94       | 38       | .288     |

内野守備
| 年 度 | 球 団    | 一塁  | 一塁  | 一塁  | 一塁  | 一塁  | 一塁     |
| 年 度 | 球 団    | 試 合 | 刺 殺 | 補 殺 | 失 策 | 併 殺 | 守 備 率 |
| ----- | -------- | ----- | ----- | ----- | ----- | ----- | -------- |
| 2016  | ヤクルト | 21    | 141   | 11    | 0     | 12    | 1.000    |
| 2017  | ヤクルト | 8     | 41    | 0     | 1     | 2     | .976     |
| 2018  | ヤクルト | 1     | 8     | 0     | 0     | 2     | 1.000    |
| 2019  | ヤクルト | 1     | 0     | 0     | 0     | 0     | ----     |
| 2020  | ヤクルト | 3     | 18    | 1     | 0     | 1     | 1.000    |
| 2021  | ヤクルト | 2     | 11    | 1     | 0     | 3     | 1.000    |
| 2022  | ヤクルト | 1     | 1     | 0     | 0     | 0     | 1.000    |
| 2023  | ヤクルト | 2     | 3     | 1     | 0     | 0     | 1.000    |
| 2024  | ヤクルト | 2     | 3     | 1     | 0     | 0     | 1.000    |
| 通算  | 通算     | 41    | 226   | 15    | 1     | 20    | .996     |

- 各年度の太字はリーグ最高[注 1]

### 表彰
- イースタン・リーグ 優秀選手賞（2013年）[12]
- 東鉄工業 presents 燕の下の力持ち賞（2020年前半戦[13]）

### 記録
- 初出場：2013年5月20日、対東北楽天ゴールデンイーグルス2回戦（日本製紙クリネックススタジアム宮城）、8回裏に捕手で出場
- 初先発出場：2013年9月12日、対広島東洋カープ22回戦（明治神宮野球場）、8番・捕手で先発出場
- 初打席：同上、2回裏に野村祐輔から空振り三振
- 初安打：2013年9月17日、対横浜DeNAベイスターズ20回戦（横浜スタジアム）、4回表に加賀美希昇から左前安打
- 初本塁打・初打点：2014年9月24日、対広島東洋カープ20回戦（明治神宮野球場）、6回裏に篠田純平から左越ソロ
- 初盗塁：2017年4月12日、対中日ドラゴンズ1回戦（明治神宮野球場）、7回裏に二盗（投手：ラウル・バルデス、捕手：杉山翔大）

### 背番号
- 30（2011年 - 2024年）

### 登場曲
- 「More Than Friends feat. Daddy Yankee」INNA（2014年 - 2015年〈3打席目以降〉）
- 「Share Happiness」Breathe（2015年〈1～2打席目〉- 2016年〈1～2打席目〉）
- 「MONSTER DANCE」KEYTALK（2016年〈3打席目以降〉、2017年〈偶数打席〉、2018年〈偶数打席〉、2019年〈奇数打席〉）
- 「OUR HERO 〜勝利への道〜」Lino（2017年〈1打席目〉- 2018年〈1打席目〉）
- 「REASON」ゆず（2017年〈3・5打席目〉、2018年〈3・5打席目〉、2019年〈偶数打席〉）
- 「LIFE〜目の前の向こうへ〜」関ジャニ∞（2020年 - ）